# Mont de Galièr
Mont de Galièr (francès Mont-de-Galié) és un municipi del departament francès de l'Alta Garona, a la regió d'Occitània.